# Dicallomera
Dicallomera — род бабочек из семейства Волнянки.

## Виды и ареал
- Dicallomera angelus (Tschetverikov, 1904) Россия и Монголия
- Шерстолапка летняя (Dicallomera fascelina) (Linnaeus, 1758) Практически вся Палеарктика (От Великобритании на Западе до Камчатки на Востоке) Много подвидов.
- Dicallomera kaszabi (Daniel, 1969) Монголия
- Dicallomera kusnezovi (Lukhtanov et Khruliova, 1989) остров Врангеля
- Dicallomera nivalis (Staudinger, 1887) Средняя Азия
- Dicallomera olga (Oberthür, 1881) Приморье
- Dicallomera pumila (Staudinger, 1881) Казахстан и Россия (Южный Урал).